# Thyene varians
Thyene varians es una especie de araña saltarina del género Thyene, familia Salticidae. Fue descrita científicamente por George Williams Peckham y su esposa E. G. Peckham en 1901.
Habita en Madagascar.